# Wolfgang Lieb

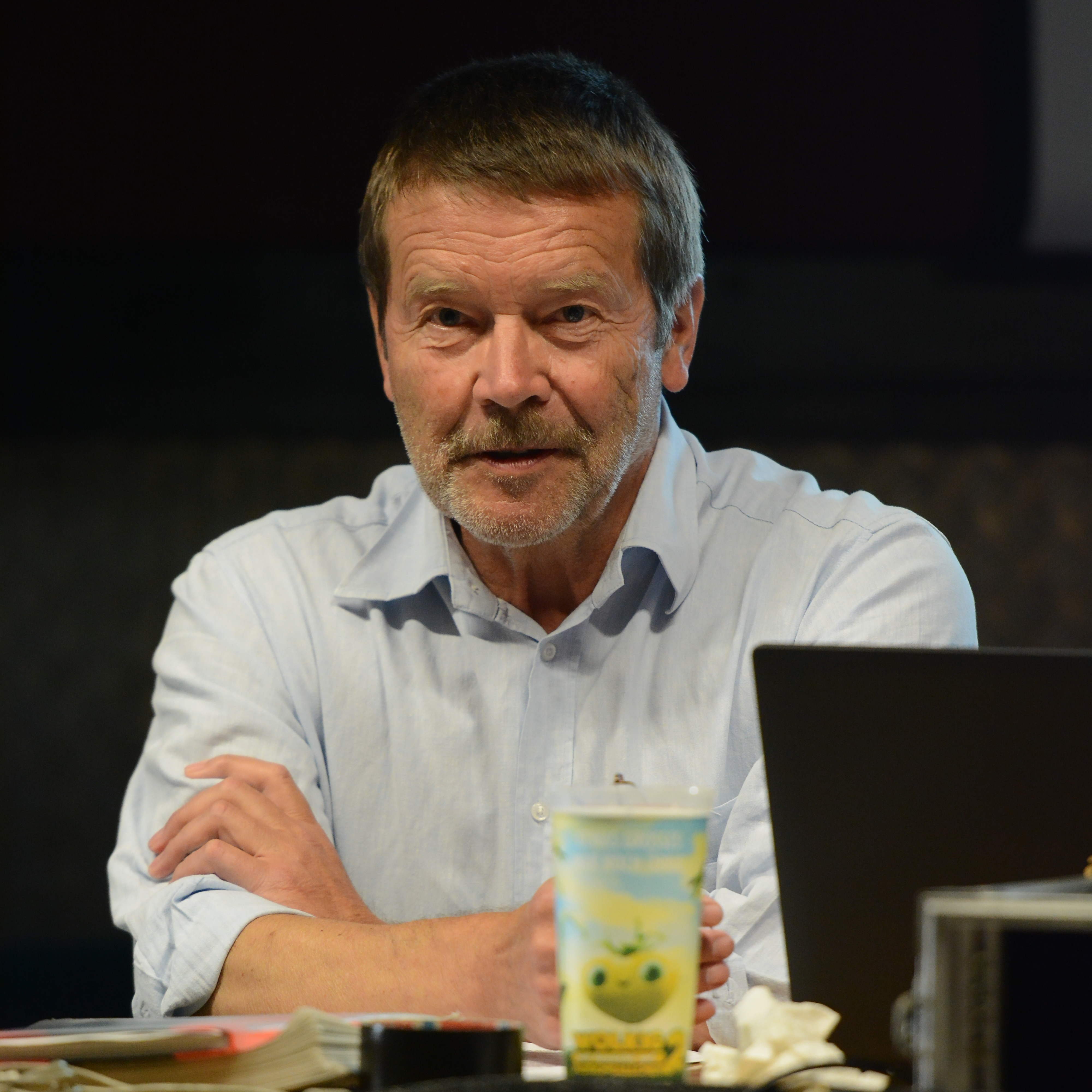
Wolfgang Lieb 2014

Wolfgang Lieb (* 1944 in Stuttgart) ist ein deutscher Jurist und Publizist. Er war Regierungssprecher und Staatssekretär in Nordrhein-Westfalen sowie von 2003 bis 2015 Mitherausgeber und Autor des politischen Blogs NachDenkSeiten.

## Leben
Lieb stammt aus einer pietistisch geprägten Familie; sein Großvater war Prediger bei der Hahnschen Brüder-Gemeinde. Mit 14 Jahren machte Lieb das „Landexamen“ und besuchte ein Internat zur Vorbereitung auf den Beruf des Pfarrers. Nach einer Glaubenskrise änderte er jedoch seinen Lebensplan und trat aus der Kirche aus.
Ab 1964 studierte Lieb Politik- und Rechtswissenschaften an der Freien Universität Berlin. Im selben Jahr trat er auch in die SPD ein und wurde Mitglied im Sozialdemokratischen Hochschulbund (SHB), wo er bis in den Bundesvorstand aufstieg. 1967 wechselte er an die Universität zu Köln. 1969/70 gehörte er kurzzeitig dem Vorstand des Verbands Deutscher Studentenschaften (VDS) an.
Schon als Student arbeitete Lieb als Journalist für den Westdeutschen Rundfunk, entschied sich danach aber für eine wissenschaftliche Laufbahn. Er promovierte über das Thema „Kabelfernsehen und Rundfunkgesetze“ und wurde 1972 Wissenschaftlicher Assistent an der neu gegründeten Gesamthochschule Essen, ab 1976 wissenschaftlicher Mitarbeiter an der Universität Bielefeld.
1979 wechselte er als wissenschaftlicher Mitarbeiter in die Planungsabteilung des Bundeskanzleramtes in Bonn, die damals von Albrecht Müller geleitet wurde. 1983 wurde Lieb Leiter des Grundsatzreferates in der Landesvertretung Nordrhein-Westfalens in Bonn. Ab 1987 war er zunächst stellvertretender, später Regierungssprecher und Leiter des Landespresse- und Informationsamtes des Landes Nordrhein-Westfalen unter Ministerpräsident Johannes Rau. Von 1996 bis 2000 war Lieb zuletzt Staatssekretär im Wissenschaftsministerium Nordrhein-Westfalen.
Seit Ende 2003 betrieb er zusammen mit Albrecht Müller das politische Blog NachDenkSeiten, für das er 2009 den Alternativen Medienpreis entgegennahm. Seit 2007 gaben Müller und Lieb zusammen auch Das kritische Jahrbuch – Nachdenken über Deutschland heraus. Im Oktober 2015 stellte Lieb seine Mitarbeit an den NachDenkseiten ein. Als Begründung gab er an, dass sich die Nachdenkseiten von dem ursprünglichen Anliegen, einen Beitrag zu einer humaneren, sozialeren und friedlicheren Welt zu leisten, zu sehr entfernt hätten. Es werde wie in vielen Medien auch bei den Nachdenkseiten zu sehr im Freund-Feind-Schema gedacht.
Lieb ist Mitglied im Initiativkreis Öffentlicher Rundfunk Köln.

## Politische Positionen
Hochschulreform, Bologna-Prozess
Lieb zeigte sich früh desillusioniert von der auch von ihm zunächst unterstützten Hochschulreform und dem Bologna-Prozess. Er kam aufgrund der Entwicklungen der Reform zu dem Schluss, dass diese die Qualität von Forschung und Lehre eher beeinträchtige und, anstatt ein europäisches Modell von Bildung zu stärken und zu bewahren, das angelsächsische kopiere, das sich an Marktkonformität und sozialer Trennung orientiere.
Die überwiegende Mehrheit der Forschenden und Lehrenden an den Hochschulen und schon gar die Studierenden seien mit der „neuen“ Freiheit verglichen mit ihren früheren Beteiligungs- und Mitwirkungsrechten wesentlich „unfreier“ geworden als unter der früheren – allerdings durchaus nicht optimalen – akademischen Selbstverwaltung. Er sieht in der Funktion der Hochschulräte das Kernelement einer „funktionellen Privatisierung“ der öffentlichen und überwiegend staatlich finanzierten Hochschulen. „Nachdem die Versuche in Deutschland, private Hochschulen aufzubauen, sowohl in der Quantität als auch an der Qualität – zumal in der Forschungsqualität – keinen durchschlagenden Erfolg hatten, wurden nunmehr von den Verfechtern der „unternehmerischen Hochschule“ die öffentlichen Hochschulen von innen heraus privatisiert.“

## Veröffentlichung
- 50 Jahre danach – Erfahrungen in und mit der 68er Bewegung, Bergkamen 2018, pad-Verlag.